# Minorías étnicas en Rumanía

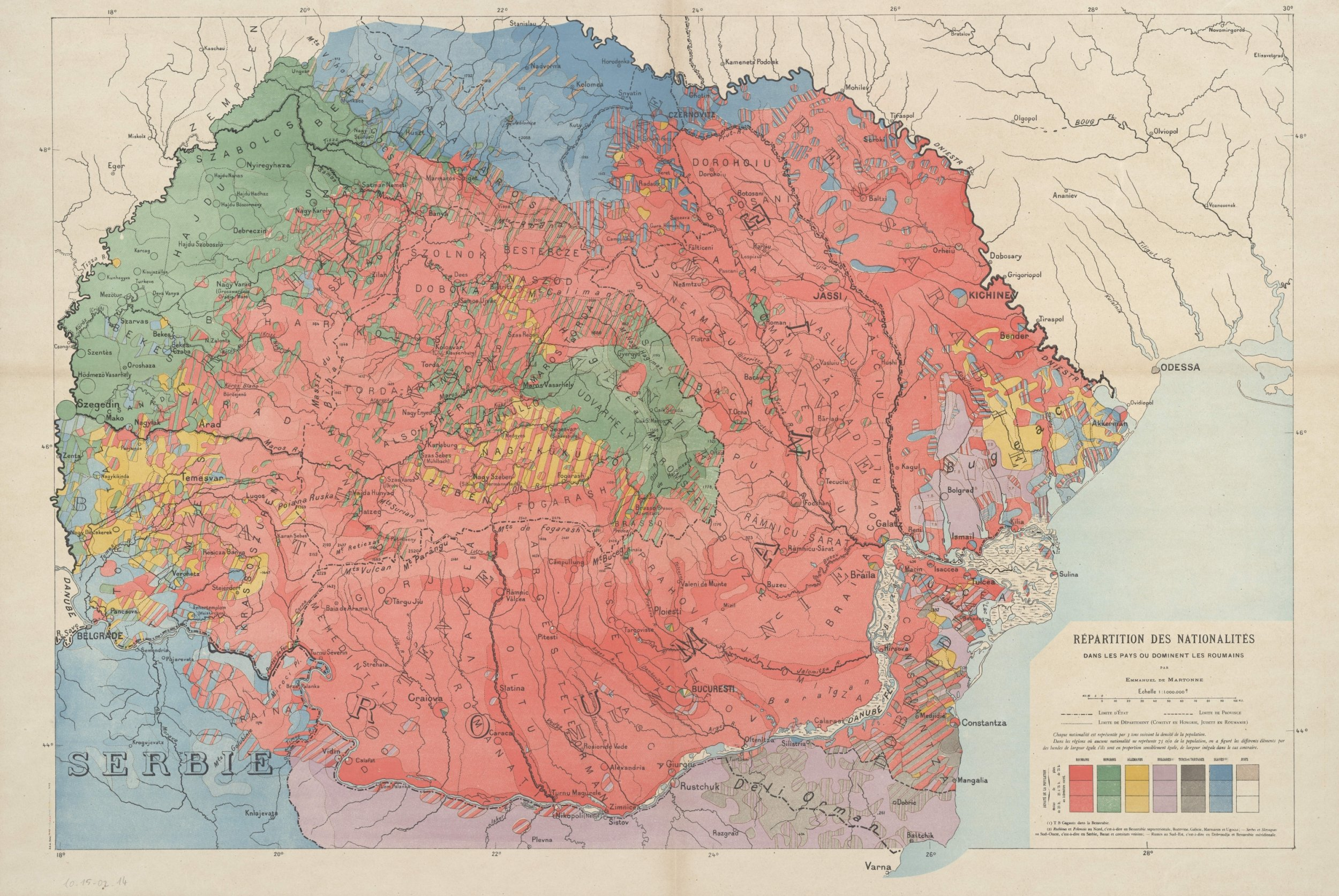
La distribución de nacionalidades en los territorios donde predominan los rumanos (1919), de Emmanuel de Martonne.

Dentro del territorio de Rumania, existen una serie de diferentes comunidades étnicas, las cuales conviven con la comunidad mayoritaria rumana, con tradiciones culturales, lingüísticas y religiosas específicas. Las regiones con mayor diversidad étnica en Rumania son Transilvania, Banato, Bucovina y Dobruja. En aquellas áreas donde existe menor diversidad étnica, como por ejemplo Oltenia y Moldavia, se aprecia una menor apertura al pluralismo étnico y político.

## Estadísticas

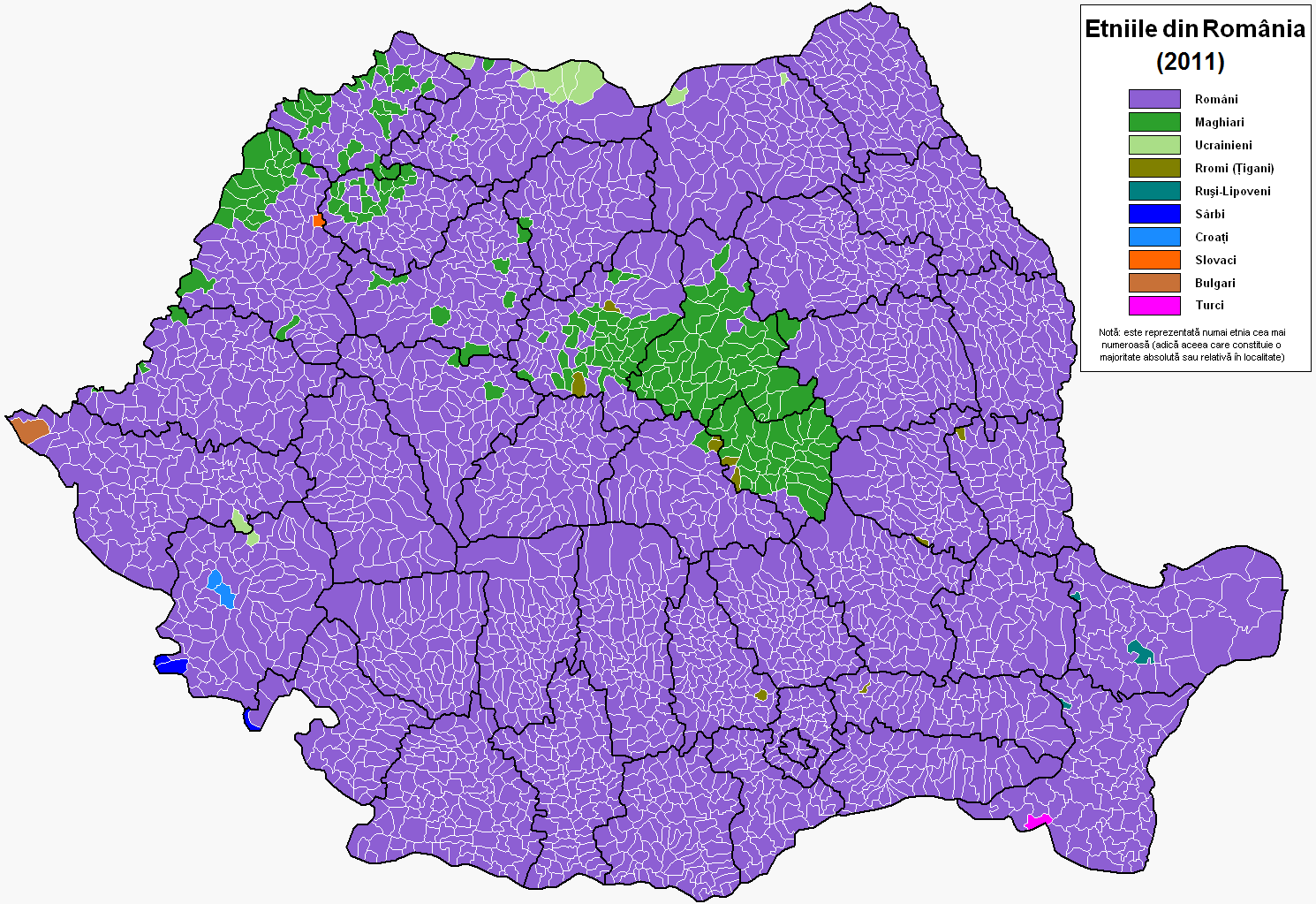
Mapa étino de Romania en 2011

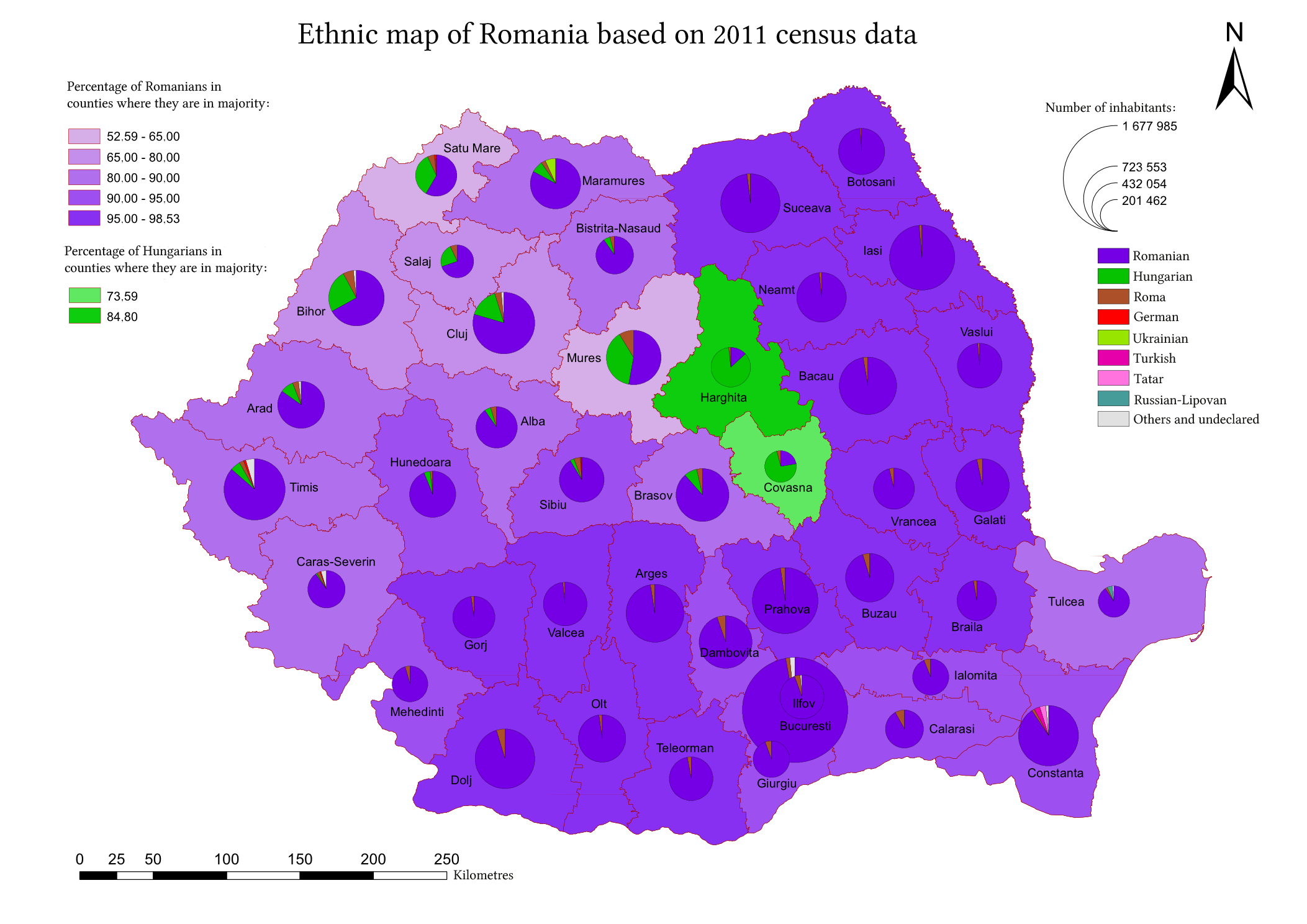
Mapa étnico de los condados de Rumanía (censo de 2011)

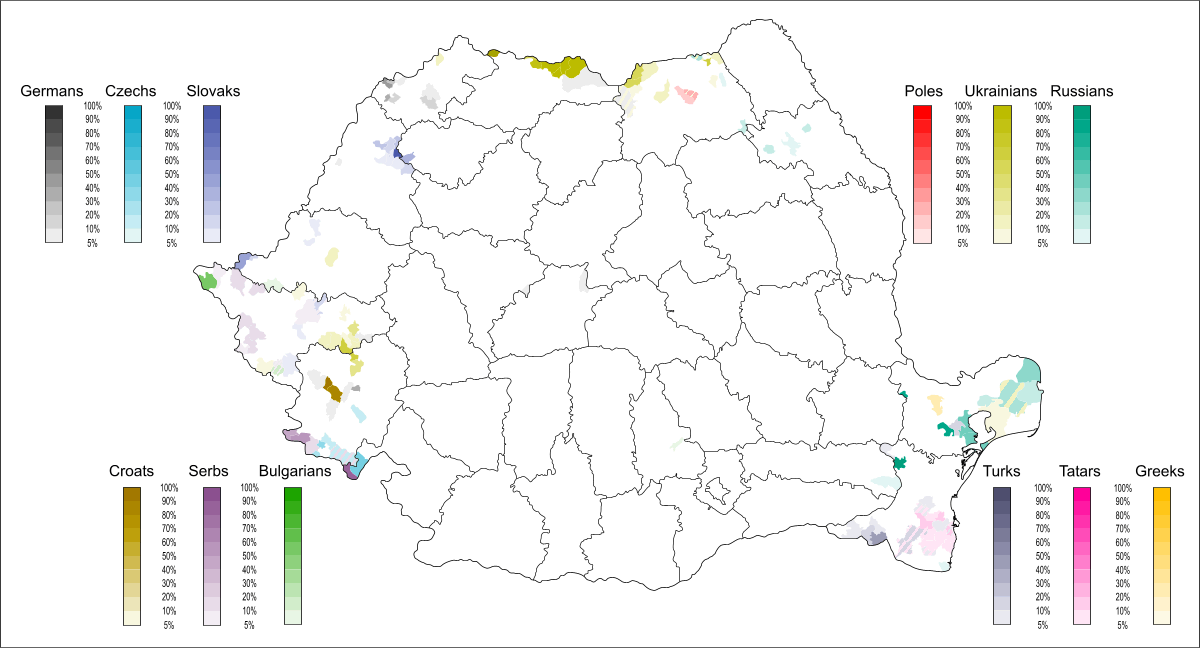
Pequeñas minorías de Romania (por debajo de 100,000 personas)

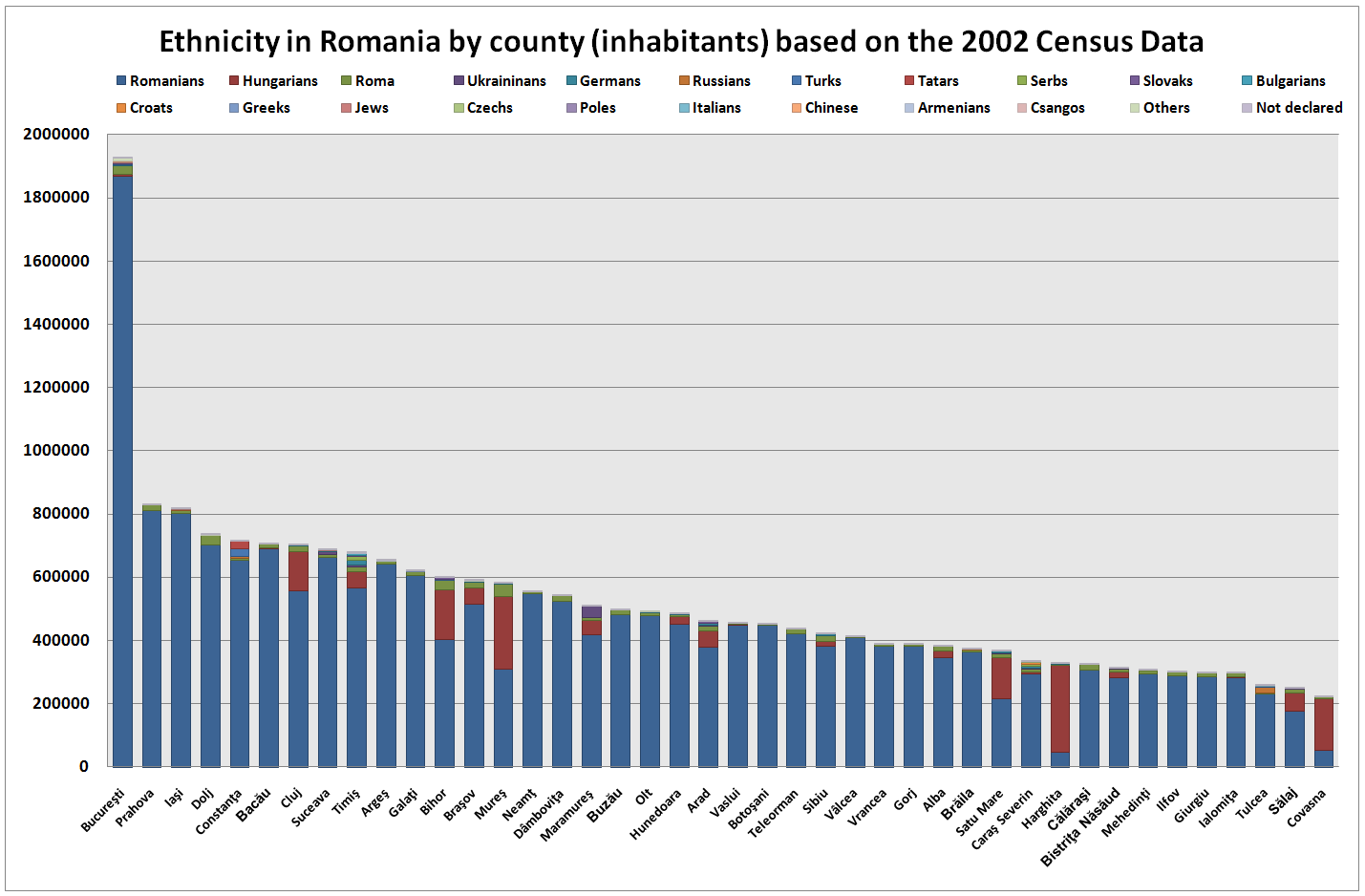
Etnias de Rumania por condado (habitantes) según los datos del censo de 2002

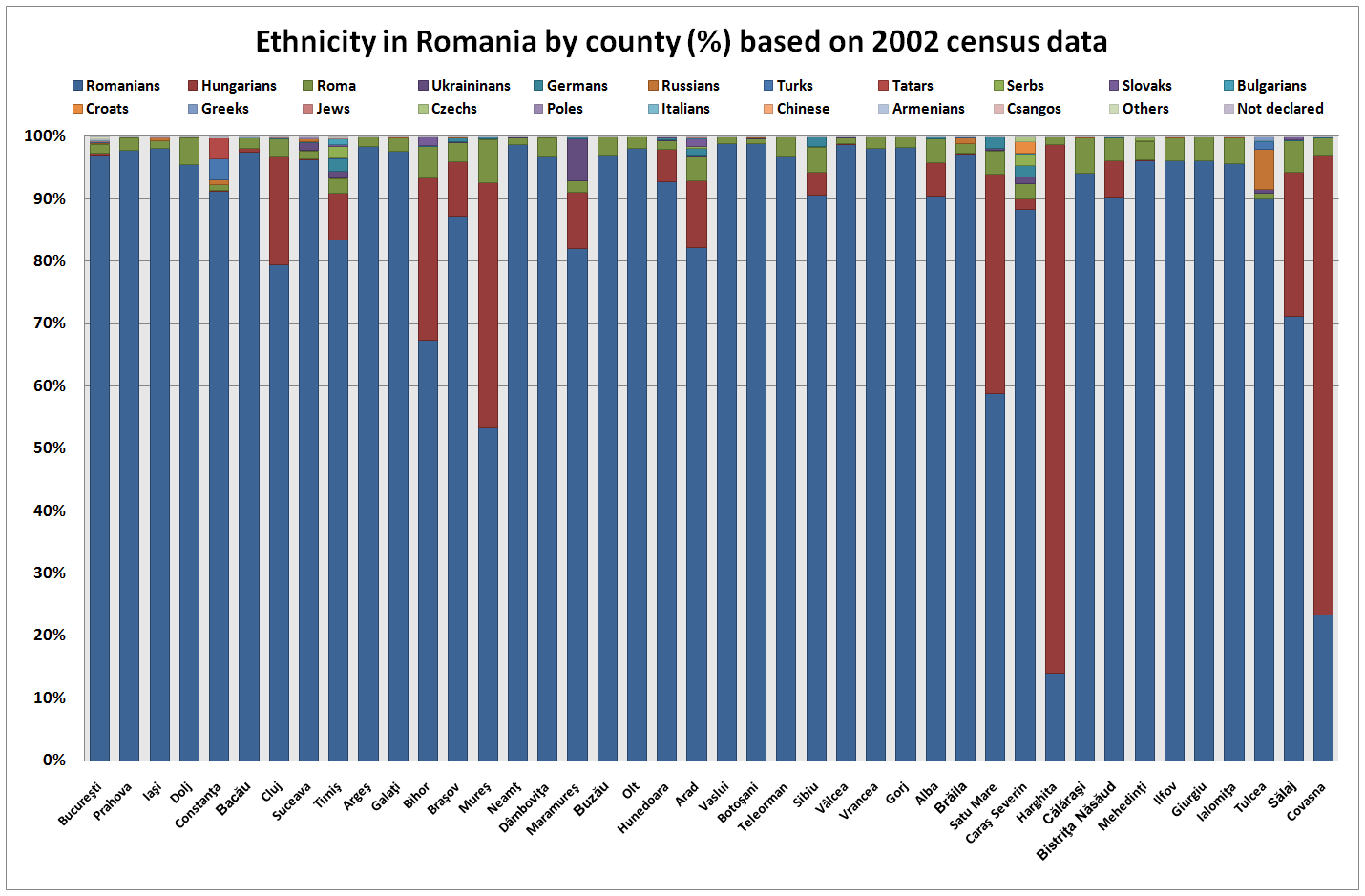
Etnias de Romania por condaddo en porcentaje (%) basados en los datos del censo de 2002

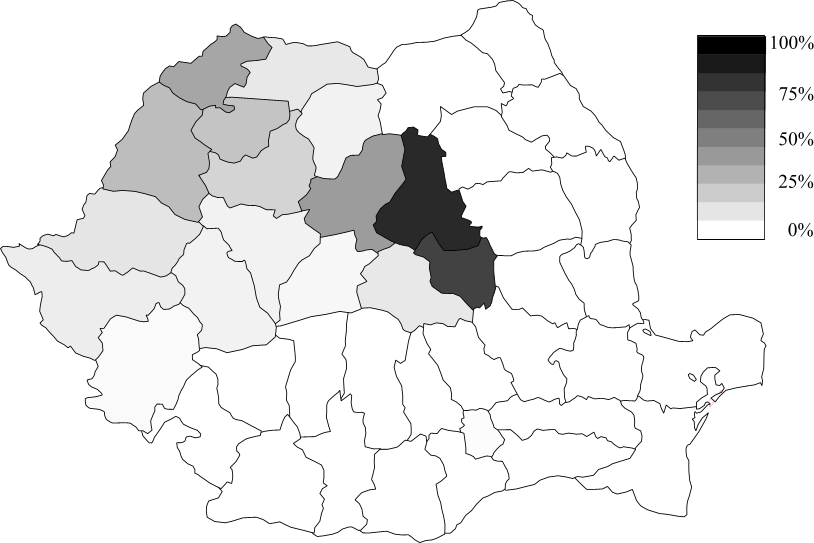
Mapa de los condados Rumanos con mayor cantidad de población húngara

Según el censo elaborado en 2011, la población minoritaria en Rumanía representa un porcentaje de aproximadamente el 11% de una población total de 20,1 millones. Las minorías más importantes de Rumanía son gitanos: 1,85 millones de habitantes (8,32%), seguidos por los húngaros: 1,23 millones de habitantes (6,10%), los ucranianos: 50.900  habitantes (2,44% de las minorías), alemanes - 36.000 (1,73%), turcos - 27.700 (1,33%), rusos-lipovanos - 23.490 (1,13%)) y con menos del 1% cada una se encuentran otras  minorías (que cuentan con 20 mil habitantes o menos): tártaros, serbios, eslovacos, búlgaros, croatas, griegos, judíos, italianos, polacos, checos y otras. También en Rumania hay comunidades de árabes, afro-rumanos, chinos, vietnamitas, indios, pakistaníes, etc.
| etnia           | Censo de 2002 | Censo de 2011    |
| --------------- | ------------- | ---------------- |
| Gitanos         | 535.140       | 1.850.000        |
| Húngaros        | 1.431.807     | 1.227.623        |
| Ucranianos      | 61.098        | 50.920           |
| Alemanes        | 59.764        | 36.042           |
| Lipovanos rusos | 35.791        | 23.487           |
| Turcos          | 32.098        | 27.698           |
| Tártaros        | 23,935        | 20.282           |
| Serbios         | 22.561        | 18.076           |
| Eslovacos       | 17.226        | 13.654           |
| Búlgaros        | 8025          | 7336             |
| Croatas         | 6807          | 5408             |
| Griegos         | 6472          | 3668             |
| Judíos          | 5785          | 3271             |
| Checos          | 3941          | 2477             |
| Polacos         | 3559          | 2543             |
| Italianos       | 3288          | 3203             |
| Chinos          | 2243          | 2017             |
| Armenios        | 1780          | 1361             |
| Chango          | 1266          | 1536             |
| Otra etnia      | 16.119        | 18.524           |
| no declarado    | 1941          | 1.23681 millones |

En el año  2015, 230.000 personas que vivían en Rumanía habían nacido en otros países. La mayoría de ellos (80.000) procedían de la República de Moldavia, seguidos por italianos, que sumaban 30.000, y los españoles, unos 20.000, a esto seguían personas nacidas en otros países como búlgaros, ucranianos y húngaros .

## Representación parlamentaria
Actualmente, hay 17 minorías  que tienen al menos un diputado en el parlamento rumano, y el partido de los húngaros UDMR tiene 21 diputados (6,19%) y 9 senadores (6,24%).

Las comunidades étnicas de Rumania están representadas en el Parlamento por los siguientes partidos, asociaciones y formaciones políticas:
2 
- Unión Democrática de Húngaros en Rumania;
- Uniunea Armenilor din România;
- Uniunea Democrată Turcă din România;
- Uniunea Polonezilor din România (Dom Polski);
- Asociația Italienilor din România;
- Uniunea Ucrainenilor din România;
- Asociația Macedonenilor din România;
- Uniunea Culturală a Rutenilor din România;
- Foro Democrático de los Alemanes en Rumania;
- Uniunea Sârbilor din România;
- Comunitatea Rușilor Lipoveni din România;
- Asociația Liga Albanezilor din România;
- Uniunea Democratică a Slovacilor și Cehilor din România;
- Uniunea Bulgarilor din Banat;
- Asociația Partida Romilor Pro-Europa;
- Uniunea Croaților din România;
- Federația Comunităților Evreiești din România;
- Uniunea Elenă din România.

## Mecanismos en el gobierno
A nivel del ejecutivo, el Gobierno rumano tiene en su estructura un Departamento de Relaciones Interétnicas y funcionan con base en la Decisión del Gobierno n.º 111/2005.